# 六带拟鲈
六带拟鲈（学名：Parapercis sexfasciata），又名六橫斑擬鱸，为拟鲈科拟鲈属的鱼类，俗名六带斑拟鲈。分布于朝鲜、日本、台湾岛以及中国东海等海域。该物种的模式产地在长崎。